# 보컬로이드의 제품 목록
이 문서에서는 보컬로이드의 제품 목록을 서술한다.

## VOCALOID
| 제품   | 회사               | 발표일                 | 언어   | 성별 | 음성 공급자     |
| ------ | ------------------ | ---------------------- | ------ | ---- | --------------- |
| LEON   | ZERO-G             | 2004년 1월 15일 ~ 18일 | 영어   | 남자 | -               |
| LOLA   | ZERO-G             | 2004년 1월 15일 ~ 18일 | 영어   | 여자 | -               |
| MIRIAM | ZERO-G             | 2004년 7월 1일         | 영어   | 여자 | 미리암 스토클리 |
| MEIKO  | 크립톤 퓨처 미디어 | 2004년 11월 5일        | 일본어 | 여자 | 하이고 메이코   |
| KAITO  | 크립톤 퓨처 미디어 | 2006년 2월 17일        | 일본어 | 남자 | 후우가 나오토   |

## VOCALOID2
| 제품                  | 회사               | 발표일           | 언어        | 성별      | 음성 공급자       |
| --------------------- | ------------------ | ---------------- | ----------- | --------- | ----------------- |
| Sweet ANN             | PowerFX            | 2007년 6월 29일  | 영어        | 여자      | 조디              |
| 하츠네 미쿠           | 크립톤 퓨처 미디어 | 2007년 8월 31일  | 일본어      | 여자      | 후지타 사키       |
| 카가미네 린·렌        | 크립톤 퓨처 미디어 | 2007년 12월 27일 | 일본어      | 여자/남자 | 시모다 아사미     |
| Prima                 | ZERO-G             | 2008년 1월 14일  | 영어        | 여자      | -                 |
| 가쿠포이드            | 인터넷             | 2008년 7월 31일  | 일본어      | 남자      | 각트              |
| 메구리네 루카         | 크립톤 퓨처 미디어 | 2009년 1월 30일  | 일본어/영어 | 여자      | 아사카와 유우     |
| Megpoid               | 인터넷             | 2009년 6월 26일  | 일본어      | 여자      | 나카지마 메구미   |
| SONiKA                | ZERO-G             | 2009년 7월 15일  | 영어        | 여자      | -                 |
| SF-A2 개발코드 miki   | AH-Software        | 2009년 12월 4일  | 일본어      | 여자      | 후루카와 미키     |
| 카아이 유키           | AH-Software        | 2009년 12월 4일  | 일본어      | 여자      | -                 |
| 히야마 키요테루       | AH-Software        | 2009년 12월 4일  | 일본어      | 남자      | 히야마 키요시     |
| BIG AL                | PowerFX            | 2009년 12월 22일 | 영어        | 남자      | 프랭크 샌더슨     |
| 하츠네 미쿠 Append    | 크립톤 퓨처 미디어 | 2010년 4월 30일  | 일본어      | 여자      | 후지타 사키       |
| Tonio                 | ZERO-G             | 2010년 7월 13일  | 영어        | 남자      | -                 |
| Lily                  | 인터넷             | 2010년 8월 25일  | 일본어      | 여자      | yuri              |
| VY1                   | 야마하             | 2010년 9월 1일   | 일본어      | 여자      | -                 |
| 가챠포이드            | 인터넷             | 2010년 10월 8일  | 일본어      | 남자      | 아메미야 쿠니코   |
| 네코무라 이로하       | AH-Software        | 2010년 10월 22일 | 일본어      | 여자      | 요시타테 쿄노스케 |
| 우타타네 피코         | 큔 뮤직            | 2010년 12월 8일  | 일본어      | 남자      | 피코              |
| 카가미네 린·렌 Append | 크립톤 퓨처 미디어 | 2010년 12월 27일 | 일본어      | 여자/남자 | 시모다 아사미     |
| VY2                   | 야마하             | 2011년 4월 25일  | 일본어      | 남자      | -                 |

## VOCALOID3
| 제품                      | 회사                 | 발표일           | 언어               | 성별 | 음성 공급자              |
| ------------------------- | -------------------- | ---------------- | ------------------ | ---- | ------------------------ |
| VY1V3                     | 야마하               | 2011년 10월 21일 | 일본어             | 여자 | -                        |
| Mew                       | 야마하               | 2011년 10월 21일 | 일본어             | 여자 | 사카모토 미우            |
| 시유                      | SBS A&T              | 2011년 10월 21일 | 한국어/일본어/영어 | 여자 | 다희 혹은 김시원         |
| VOCALOID3 Megpoid         | 인터넷               | 2011년 10월 21일 | 일본어             | 여자 | 나카지마 메구미          |
| 토네 리온                 | Dearstage            | 2011년 12월 16일 | 일본어             | 여자 | 유메미 네무              |
| OLIVER                    | VocaTone             | 2011년 12월 21일 | 영어               | 남자 | -                        |
| 유즈키 유카리             | AH-Software          | 2011년 12월 22일 | 일본어             | 여자 | 이시구로 치히로          |
| CUL                       | 인터넷               | 2011년 12월 22일 | 일본어             | 여자 | 키타무라 에리            |
| Bruno                     | Voctro Labs          | 2011년 12월 23일 | 스페인어           | 남자 | -                        |
| Clara                     | Voctro Labs          | 2011년 12월 23일 | 스페인어           | 여자 | -                        |
| IA                        | 1st PLACE            | 2012년 1월 27일  | 일본어             | 여자 | Lia                      |
| VOCALOID3 Megpoid Native  | 인터넷               | 2012년 3월 16일  | 일본어             | 여자 | 나카지마 메구미          |
| 아오키 라피스             | i-style Project      | 2012년 4월 6일   | 일본어             | 여자 | 에구치 나코              |
| VOCALOID3 Lily            | 인터넷               | 2012년 4월 19일  | 일본어             | 여자 | yuri                     |
| 뤄톈이(낙천의)            | 상하이 허녠 정보기술 | 2012년 7월 12일  | 중국어             | 여자 | 산신                     |
| VOCALOID3 가쿠포이드      | 인터넷               | 2012년 7월 13일  | 일본어             | 남자 | 각트                     |
| VY2V3                     | 야마하               | 2012년 10월 19일 | 일본어             | 남자 | -                        |
| MAYU                      | 에그지트 튠즈        | 2012년 12월 5일  | 일본어             | 여자 | 모리나가 마유미          |
| AVANNA                    | ZERO-G               | 2012년 12월 22일 | 영어               | 여자 | 레이첼                   |
| KAITO V3                  | 크립톤 퓨처 미디어   | 2013년 2월 15일  | 일본어/영어        | 남자 | 후우가 나오토            |
| VOCALOID3 Megpoid English | 인터넷               | 2013년 2월 28일  | 영어               | 여자 | 나카지마 메구미          |
| ZOLA PROJECT              | 야마하               | 2013년 6월 21일  | 일본어             | 남자 | 미노룽, 나놋쿠스, 마우이 |
| 옌허(언화)                | 상하이 허녠 정보기술 | 2013년 7월 11일  | 중국어             | 여자 | 쿠                       |
| 하츠네 미쿠 V3 English    | 크립톤 퓨처 미디어   | 2013년 8월 31일  | 영어               | 여자 | 후지타 사키              |
| YOHIOloid                 | VocaTone             | 2013년 9월 10일  | 영어/일본어        | 남자 | YOHIO                    |
| 하츠네 미쿠 V3            | 크립톤 퓨처 미디어   | 2013년 9월 26일  | 일본어             | 여자 | 후지타 사키              |
| MAIKA                     | Voctro Labs          | 2013년 12월 18일 | 스페인어           | 여자 | -                        |
| 메를리                    | i-style Project      | 2013년 12월 24일 | 일본어             | 여성 | 카마타 미사키            |
| 마쿠네 나나               | 마쿠네 나나 프로젝트 | 2014년 1월 31일  | 일본어/영어        | 여자 | 이케자와 하루나          |
| MEIKO V3                  | 크립톤 퓨처 미디어   | 2014년 2월 4일   | 일본어/영어        | 여자 | 하이고 메이코            |
| kokone                    | 인터넷               | 2014년 2월 14일  | 일본어             | 여자 | -                        |
| 아논 카논                 | 야마하               | 2014년 3월 3일   | 일본어             | 여자 | -                        |
| v flower                  | 야마하               | 2014년 5월 9일   | 일본어             | 여자 | -                        |
| 도호쿠 즌코               | AH-Software          | 2014년 6월 5일   | 일본어             | 여자 | 사토 사토미              |
| IA ROCKS                  | 1st PLACE            | 2014년 6월 27일  | 일본어             | 여자 | Lia                      |
| 갸라코 NEO                | 야마하               | 2014년 8월 5일   | 일본어             | 여자 | 시바사키 코우            |
| Rana                      | 위브                 | 2014년 9월 9일   | 일본어             | 여자 | 카쿠마 아이              |
| 가챠포이드 V3             | 인터넷               | 2014년 9월 17일  | 일본어             | 남자 | 아메미야 쿠니코          |
| Chika                     | 인터넷               | 2014년 10월 16일 | 일본어             | 여자 | 이토 치아키              |
| 신화(심화)                | GYNOID               | 2015년 2월 10일  | 중국어             | 여자 | 왕웬이                   |
| 웨정링(악정릉)            | 상하이 허녠 정보기술 | 2015년 7월 17일  | 중국어             | 여자 | 祈Inory                  |

## VOCALOID4
| 제품                          | 회사                 | 발표일                                                     | 언어        | 성별 | 음성 공급자            |
| ----------------------------- | -------------------- | ---------------------------------------------------------- | ----------- | ---- | ---------------------- |
| VY1V4                         | 야마하               | 2014년 12월 17일                                           | 일본어      | 여자 | -                      |
| CYBER DIVA                    | 야마하               | 2015년 2월 5일                                             | 영어        | 여자 | 제니 시마              |
| VOCALOID4 유즈키 유카리       | AH-Software          | 2015년 3월 18일                                            | 일본어      | 여자 | 이시구로 치히로        |
| 메구리네 루카 V4X             | 크립톤 퓨처 미디어   | 2015년 3월 19일                                            | 일본어/영어 | 여자 | 아사카와 유우          |
| VOCALOID4 가쿠포이드          | 인터넷               | 2015년 4월 30일                                            | 일본어      | 남자 | 각트                   |
| VOCALOID4 SF-A2 개발코드 miki | AH-Software          | 2015년 6월 18일                                            | 일본어      | 여자 | 후루카와 미키          |
| VOCALOID4 네코무라 이로하     | AH-Software          | 2015년 6월 18일                                            | 일본어      | 여자 | 요시타테 쿄노스케      |
| v4 flower                     | 야마하               | 2015년 7월 16일                                            | 일본어      | 여자 | -                      |
| Sachiko                       | 야마하               | 2015년 7월 27일                                            | 일본어      | 여자 | 코바야시 사치코        |
| 아르스로이드                  | 야마하               | 2015년 9월 23일                                            | 일본어      | 남자 | 카노 아키라            |
| Ruby                          | VocaTone             | 2015년 10월 7일                                            | 영어        | 여자 | 미샤                   |
| VOCALOID4 카아이 유키         | AH-Software          | 2015년 10월 29일                                           | 일본어      | 여자 | -                      |
| VOCALOID4 히야마 키요테루     | AH-Software          | 2015년 10월 29일                                           | 일본어      | 남자 | 히야마 키요시          |
| Megpoid V4                    | 인터넷               | 2015년 11월 5일                                            | 일본어      | 여자 | 나카지마 메구미        |
| 하츠네미쿠 v4x                | 크립톤 퓨처 미디어   | 2016년 8월 31일                                            | 일본어      | 여자 | 후지타 사키            |
| 오토마치 우나                 | 인터넷               | 다운로드 버전: 2016년 7월 30일 패키지 버전: 2016년 8월 4일 | 일본어      | 여자 | 타나카 아이미          |
| CYBER SONGMAN                 | 야마하               | 2016년 10월 31일                                           | 영어        | 남자 | -                      |
| UNI                           | ST MEDiA             | 2017년 2월 14일                                            | 한국어      | 여자 |                        |
| 뤄톈이(낙천의)                | 상하이 허녠 정보기술 | 2017년 12월 30일                                           | 중국어      | 여자 | 산신 일본 버전은 카노. |

## VOCALOID5
| 제품             | 회사        | 발표일          | 언어        | 성별 | 음성 공급자     |
| ---------------- | ----------- | --------------- | ----------- | ---- | --------------- |
| VY1V5            | 야마하      | 2017년 7월 12일 | 일본어/영어 | 여성 | -               |
| VY2V5            | 야마하      | 2017년 7월 12일 | 일본어/영어 | 남성 | -               |
| CYBER DIVA II    | 야마하      | 2017년 7월 12일 | 일본어/영어 | 여성 | 제니 시마       |
| CYBER SONGMAN II | 야마하      | 2017년 7월 12일 | 일본어/영어 | 남성 | -               |
| Amy              | 야마하      | 2017년 7월 12일 | 영어        | 여성 | -               |
| Chris            | 야마하      | 2017년 7월 12일 | 영어        | 남성 | -               |
| Kaori            | 야마하      | 2017년 7월 12일 | 일본어      | 여성 | -               |
| Ken              | 야마하      | 2017년 7월 12일 | 일본어      | 남성 | -               |
| 하루노 소라      | AH-Software | 2017년 7월 26일 | 일본어      | 여성 | 이노우에 키쿠코 |